# Telemac
Talende [taˈlɛ̃də] és un municipi francès situat al departament del Puèi Domat i a la regió d'Alvèrnia-Roine-Alps. L'any 2007 tenia 1.526 habitants.

## Demografia

### Població
El 2007 la població de fet de Talende era de 1.526 persones. Hi havia 551 famílies de les quals 90 eren unipersonals (43 homes vivint sols i 47 dones vivint soles), 171 parelles sense fills, 271 parelles amb fills i 19 famílies monoparentals amb fills.
La població ha evolucionat segons el següent gràfic:
Habitants censats

### Habitatges
El 2007 hi havia 609 habitatges, 548 eren l'habitatge principal de la família, 25 eren segones residències i 36 estaven desocupats. 594 eren cases i 12 eren apartaments. Dels 548 habitatges principals, 507 estaven ocupats pels seus propietaris, 36 estaven llogats i ocupats pels llogaters i 5 estaven cedits a títol gratuït; 3 tenien una cambra, 8 en tenien dues, 44 en tenien tres, 160 en tenien quatre i 333 en tenien cinc o més. 438 habitatges disposaven pel capbaix d'una plaça de pàrquing. A 160 habitatges hi havia un automòbil i a 355 n'hi havia dos o més.

### Piràmide de població
La piràmide de població per edats i sexe el 2009 era:
| Homes | Edats   | Dones |
| ----- | ------- | ----- |
| 0     | 95 o +  | 0     |
| 0     | 90 a 94 | 0     |
| 4     | 85 a 89 | 4     |
| 4     | 80 a 84 | 0     |
| 16    | 75 a 79 | 36    |
| 20    | 70 a 74 | 16    |
| 16    | 65 a 69 | 20    |
| 28    | 60 a 64 | 12    |
| 28    | 55 a 59 | 28    |
| 52    | 50 a 54 | 48    |
| 48    | 45 a 49 | 32    |
| 68    | 40 a 44 | 80    |
| 48    | 35 a 39 | 48    |
| 28    | 30 a 34 | 48    |
| 12    | 25 a 29 | 8     |
| 28    | 20 a 24 | 24    |
| 60    | 15 a 19 | 64    |
| 36    | 10 a 14 | 60    |
| 32    | 5 a 9   | 40    |
| 20    | 0 a 4   | 28    |

## Economia
El 2007 la població en edat de treballar era de 979 persones, 763 eren actives i 216 eren inactives. De les 763 persones actives 736 estaven ocupades (380 homes i 356 dones) i 27 estaven aturades (8 homes i 19 dones). De les 216 persones inactives 81 estaven jubilades, 90 estaven estudiant i 45 estaven classificades com a «altres inactius».

### Ingressos
El 2009 a Talende hi havia 567 unitats fiscals que integraven 1.554,5 persones, la mediana anual d'ingressos fiscals per persona era de 22.013 €.

### Activitats econòmiques
Dels 56 establiments que hi havia el 2007, 1 era d'una empresa extractiva, 2 d'empreses de fabricació de material elèctric, 1 d'una empresa de fabricació d'elements pel transport, 3 d'empreses de fabricació d'altres productes industrials, 11 d'empreses de construcció, 14 d'empreses de comerç i reparació d'automòbils, 7 d'empreses de transport, 2 d'empreses d'hostatgeria i restauració, 3 d'empreses financeres, 2 d'empreses immobiliàries, 8 d'empreses de serveis, 1 d'una entitat de l'administració pública i 1 d'una empresa classificada com a «altres activitats de serveis».
Dels 16 establiments de servei als particulars que hi havia el 2009, 1 era una oficina de correu, 1 taller de reparació d'automòbils i de material agrícola, 1 paleta, 5 guixaires pintors, 2 fusteries, 1 lampisteria, 1 electricista, 1 perruqueria, 2 restaurants i 1 saló de bellesa.
Dels 5 establiments comercials que hi havia el 2009, 1 era un supermercat, 1 una fleca, 1 una carnisseria, 1 una llibreria i 1 un drogueria.
L'any 2000 a Talende hi havia 14 explotacions agrícoles que ocupaven un total de 248 hectàrees.

## Equipaments sanitaris i escolars
El 2009 hi havia 1 escola maternal i 1 escola elemental.

## Poblacions més properes
El següent diagrama mostra les poblacions més properes.